# Aleksandr Abushakhmetov
Aleksandr Veniaminovitch Abouchakhmetov (en russe : Александр Вениаминович Абушахметов), né le 21 juillet 1954 à Bichkek et mort le 10 juin 1996 à Moscou, est un escrimeur kirghize, naturalisé russe en 1992.
Spécialiste de l'épée, il a participé sous bannière soviétique aux Jeux de Montréal et de Moscou, obtenant une médaille de bronze par équipes durant ces derniers.

## Carrière
Aleksandr Abushakhmetov prend part à deux éditions des Jeux olympiques, autant en individuel que par équipes. Durant les Jeux de Montréal, la compétition se compose de deux tours de poule préliminaires qualificatifs pour la suite de la compétition. Vainqueur de la poule initiale (quatre victoires sans défaite), il est éliminé au second tour (deux victoires et trois défaites, dont une contre le futur médaillé d'argent ouest-allemand Hans-Jürgen Hehn) et se classe vingt-sixième. Par équipes, Abushakhmetov et la formation soviétique se qualifient pour les quarts de finale où ils sont battus par l'équipe de Suède, qui poursuivra sa route jusqu'au titre devant l'Allemagne de l'Ouest.
Ces derniers, ainsi que la Suisse, deux poids lourds de l'épée par équipes, font partie du contingent qui participera au boycott des Jeux olympiques d'été de 1980 à Moscou contre l'URSS, offrant des opportunités pour les Soviétiques de briller à domicile. Avec un bilan personnel de quatorze victoires et quatre défaites, Abushakhmetov contribue grandement à l'avancement de son équipe dans la compétition, mais ne peut empêcher une large défaite contre la France (trois victoires à neuf). L'équipe d'URSS obtient la médaille de bronze. En individuel, il est éliminé durant les tours à élimination directe et finit neuvième ex aequo avec trois autres tireurs.
Durant l'olympiade, il s'illustre par équipes aux championnats du monde, obtenant l'or en 1979, son unique titre mondial. Outre ses succès par équipes, il mène une carrière individuelle brillante sur le circuit mondial : il a remporté le Glaive de Tallinn et la Coupe d'Heidenheim en 1972 et 1978. Cette année là, il remporte la coupe du monde d'escrime à l'épée individuelle.

## Palmarès
- Jeux olympiques
  -  Médaille de bronze par équipes aux Jeux olympiques de 1980 à Moscou
- Championnats du monde d'escrime
  -  Médaille d'or par équipes aux championnats du monde 1979 à Melbourne
  -  Médaille d'argent par équipes aux championnats du monde 1978 à Hambourg
  -  Médaille de bronze par équipes aux championnats du monde 1977 à Buenos Aires